# اتحادیه روابط عمومی آمریکایی‌های ایرانی‌تبار
اتحادیه روابط عمومی آمریکایی‌های ایرانی‌تبار (به انگلیسی: Public Affairs Alliance of Iranian Americans) (به اختصار پایا)، نام یک گروه لابی در کشور ایالات متحده آمریکا است و مرکز آن در واشنگتن دی‌سی، پایتخت آمریکا، قرار دارد.
به گفته موسسان پایا، این سازمان لابی‌گری، با هدف «دفاع از منافع مشترک کل جامعه ایرانی در آمریکا» تشکیل شده‌است.
از اعضای هیئت مدیره پایا می‌توان از فیروز نادری و رودابه بختیار نام برد. بابک حقوقی نیز مدیرکل این گروه لابی ایران را برعهده دارد.

## نظرسنجی موسسه زاگبی
نظرسنجی موسسه بین‌المللی زاگبی به سفارش پایا؛ حاکی از حمایت ۸۴ درصد ایرانی‌تبارهای آمریکا از تأسیس دفتر حافظ منافع ایالات متحده آمریکا در تهران است. این نظرسنجی همچنین بیانگر علاقه جامعه ایرانیان آمریکا به افزایش تفاهم میان دو کشور و تلاش برای شناساندن مردم و فرهنگ ایران به جامعه آمریکایی است.